# توب غير أستراليا (موسم 4)
توب غير أستراليا 4 (بالإنجليزية: Top Gear Australia)‏ هو السلسلة الرابعة من برنامج تلفزيوني أسترالي يهتم بالمركبات، أنتج على غرار سلسلة توب غير البريطانية، تم إنتاجه في أستراليا. بدأ عرضه في سنة 2011 على ناين نتورك. بلغ عدد حلقاته 6 حلقات، تم بث المسلسل لأول مرة بتاريخ 30 أغسطس 2011 بينما تم بث آخر حلقة منه بتاريخ 28 أبريل 2012. مقدمو البرنامج شين جاكوبسون وEwen Page ‏ وSteve Pizzati ‏ وذا ستيغ.

## وصلات خارجية
- الموقع الرسمي